# Hibiscus scandens
Hibiscus scandens är en malvaväxtart som beskrevs av William Roxburgh. Hibiscus scandens ingår i Hibiskussläktet som ingår i familjen malvaväxter. Inga underarter finns listade i Catalogue of Life.